# JamBox
JAMBOX – polska kablowa platforma telewizyjna, nadająca z wykorzystaniem techniki IPTV. Jej operatorem jest SGT sp. z o.o.
JAMBOX dostarcza sygnał ponad 550 lokalnych operatorów telekomunikacyjnych na terenie całej Polski.
Obecnie z telewizji JAMBOX korzysta ponad 180 tysięcy abonentów w ok. 550 sieciach ISP (stan na maj 2025).
Stacja czołowa JAMBOX jest pierwszą w kraju stacją cyfrowej telewizji IPTV wykorzystującą multicast oraz unicast, w zależności od sieci dostępowej operatora.
Telewizja kablowa do operatorów dostarczana jest za pomocą łączy internetowych w sieciach niezależnych. Realizacja techniczna oparta jest na IPTV, a sygnał telewizyjny przesyłany jest za pomocą protokołu IP. Usługi telewizyjne platformy są świadczone w szerokopasmowych sieciach światłowodowych bazujących na technice Ethernet bądź Wi-Fi. Pomiędzy punktem styku od SGT a routerem klienta stawiane są tunele VLAN.
Pod marką JAMBOX są również oferowane usługi mobilne MVNO (telefonia i internet – JAMBOX mobile).

## Historia
Spółka SGT (w formie spółki akcyjnej) oraz usługa JAMBOX została stworzona w roku 2007 w celu uzupełnienia telewizją oferty lokalnych ISP (ETTH) przyłączonych do Internetu przez sieć światłowodową TKP S.A. (później 3S) na Górnym Śląsku. SGT została założona przez TKP, 9 lokalnych ISP oraz kilku menedżerów.
SGT była w roku 2007 jednym z członków-założycieli KIKE (Krajowej Izby Komunikacji Ethernetowej).
W ciągu następnych kilku lat do Spółki przystąpiło kilkunastu ISP, którzy jako "Grupa Akcjonariuszy ETTH" SGT utworzyli Stowarzyszenie e-Południe.
W roku 2008 akcjonariusze - lokalni ISP - rozpoczęli sprzedaż usług JAMBOX w swoich sieciach.
W roku 2009 SGT zaoferowała dostęp do swoich usług wszystkim lokalnym ISP w Polsce.
W roku 2018 SGT została przejęta przez Vectra.
Od roku 2023 usługi pod nazwą JAMBOX Telewizja Światłowodowa są sprzedawane również przez EVIO, która również została przejętą przez Vectra.

## Oferta telewizji cyfrowej
- 315 kanałów telewizyjnych w cyfrowej jakości, w tym 163 kanały w jakości HD[3].
- Oferta podzielona na pakiety:
  - na start: Start HD, Start Plus HD,
  - podstawowe: Wielotematyczny Mega HD, Wielotematyczny Super HD, Wielotematyczny HD, Mini HD, Mikro HD
    - tematyczne: Więcej Bajek, Więcej Discovery HD, Więcej Filmów HD, Więcej Luzu HD, Więcej Muzyki, Więcej Nauki HD, Więcej Seriali HD, Więcej Sportu HD, TV Republika HD, Więcej Świata;

  - podstawowe EVIO: Smart, Optimum, Platinum
  - podstawowe plus: Bogaty, Korzystny, Podstawowy;
  - premium CANAL+, HBO, Cinemax, Filmbox, Eleven.

Pakiety są dostępne u operatorów, którzy współpracują z SGT w pakiecie wraz z internetem światłowodowym. Klient wybiera jeden z pakietów z grupy na start, podstawowe, podstawowe EVIO lub podstawowe plus. Pakiety tematyczne oraz premium są pakietami dodatkowymi.

### Ekosystemy JAMBOX[4]
- JAMBOX HD – model tradycyjny, bazujący na braku ograniczenia przepustowości łącza internetowego między dekoderem a serwerami JAMBOX, co umożliwia dostarczanie usługi w pełnej jakości. Wymaga on jednak stałego podłączenia do sieci Ethernet, ponieważ nie są dla niego przewidziane jakiekolwiek ograniczenia w przepustowości. JAMBOX HD bazuje na technice multicast bądź unicast, wedle życzenia ISP. We wszystkie lokalizacje w miarę możliwości podłącza się ten model.
  - Dekodery w sprzedaży: Arris VIP-4302, Arris VIP-5202

- JAMBOX TV Smart  - usługa oparta o Android Operator TIER. Usługa daje dostęp do pełnego Android TV z możliwością instalacji aplikacji ze sklepu Play, obsługą Chromecast, na dekoderach działa Netflix, HBOX Max, Amazon Video, Youtube i inne platformy video. Na dekoderach TV Smart są dostępne również
- JAMBOX lajt – model uproszczony, bazujący na technikach unicast i adaptive bitrate streaming. Został on zaprojektowany do instalacji telewizji JAMBOX w miejscach, w których nie ma możliwości instalacji światłowodu. Przepustowość sygnału jest ograniczona do 2,5 Mbps, przez co jakość programu jest gorsza niż standardowa dla modelu HD. Zaletą jest jednak możliwość podłączenia dekodera po Wi-Fi, co ułatwia sytuację np. w przypadku chęci zainstalowania multirooma w pokoju, do którego nie można doprowadzić światłowodu, jednak jest dostępny sygnał z routera.
  - usługi nie ma w bieżącej sprzedaży

## Usługi Multimedialne 3 Generacji

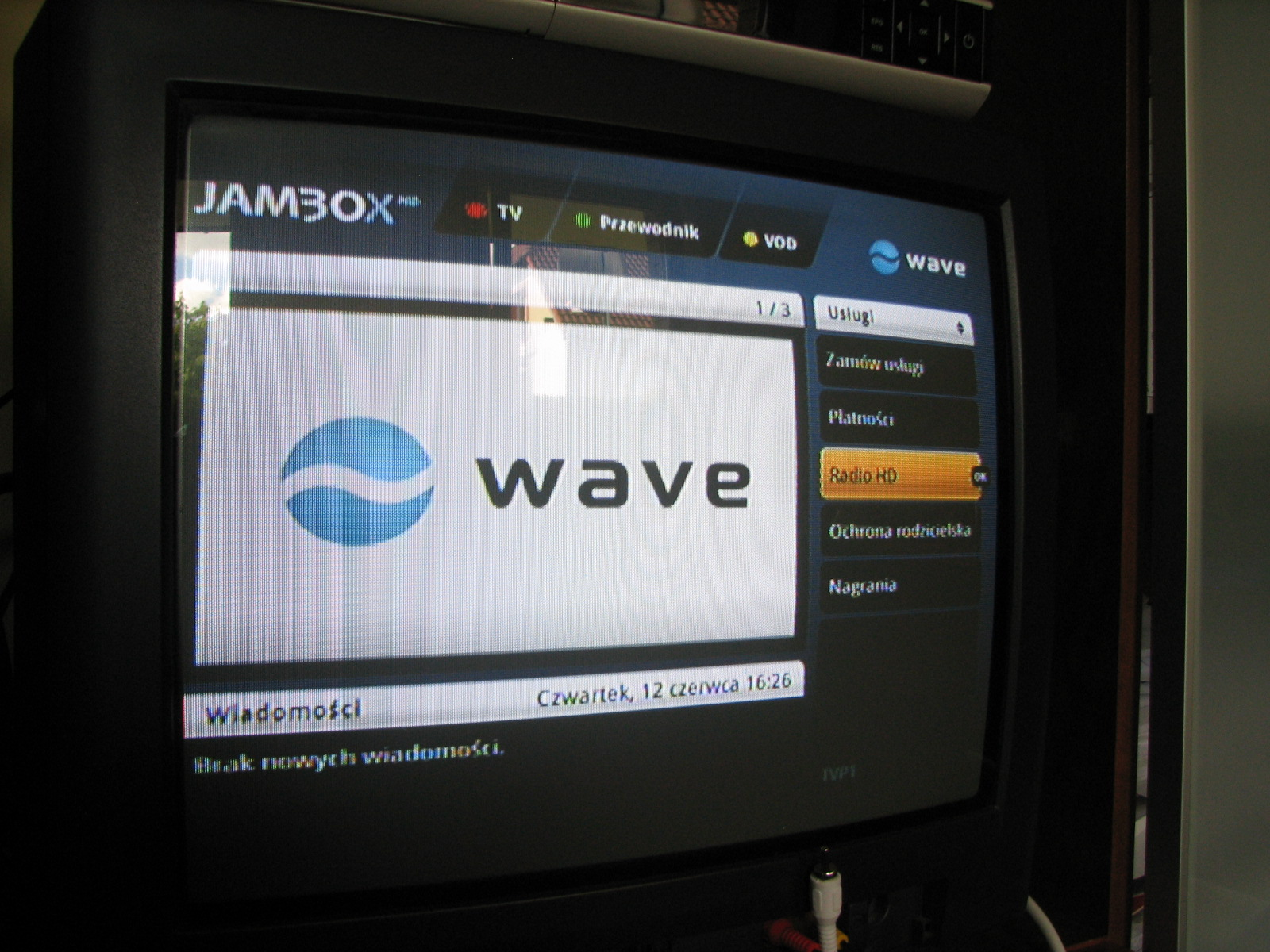
JAMBOX TV Portal z logo sieci Wave (starsze oprogramowanie).

- Jambox Panel – internetowy panel pozwalający na samodzielne zarządzanie telewizją Jambox (m.in. dobieranie pakietów i usług, zlecanie nagrań do Jambo Nagrywarki, układanie Mojej Listy 100).
- Radio + HD – radioodtwarzacz, który pozwala na wybór jednej z wielu stacji radiowych oraz podkładu wideo w jakości HD takiego jak Kominek czy Akwarium.
- EPG – elektroniczny program telewizyjny, wyświetlający informacje o serii i numerze odcinka (w przypadku seriali), treści programu, tematyce, czasie nadawania oraz jego krótki opis. Dodatkowo można od razu przeskoczyć do EPG programów, w których dominuje wybrana kategoria (filmy i seriale, edukacja, news itp.)
- TV Portal – strona domowa dekodera Jambox, będąca miejscem z odnośnikami do najpopularniejszych trybów pracy dekodera oraz miejscem do prezentacji najnowszych komunikatów operatora oraz promocji.
- TV Panel – strona z ustawieniami telewizji, na której można sprawdzić posiadane pakiety oraz je zmieniać.
- Jambo Nagrywarka – nagrywarka online, zapisująca nagrania w chmurze na określony czas, po którym są one kasowane. Każdy abonent ma do dyspozycji 250 GB miejsca. Usługa jest dostępna na wybranych kanałach. Aktualnie można nagrywać maksymalnie 3 programy jednocześnie. Dodatkowo program jest nagrywany od początku nawet wtedy, gdy nagrywanie zostanie zlecone podczas jego trwania lub pod koniec[5].
- Wyszukiwarka programów telewizyjnych wedle kategorii, niezależnie od EPG.
- Autoprzełączanie kanału oraz powiadomienie o programie.
- Wideo na życzenie – usługa ta, dostępna u wielu operatorów, tutaj jest oferowana także dla dekoderów bez dysku.

## Usługi Wideo na żądanie[6]
- HBO On Demand – pozwala decydować użytkownikowi co chce w danej chwili oglądać, niezależnie od emisji telewizyjnej kanałów HBO. Oferta programowa obejmuje największe przeboje filmowe, znakomite seriale produkcji HBO oraz programy rozrywkowe. Oferta produkcji dostępnych w ramach usługi "wideo na żądanie" jest często zmieniana i odświeżana. HBO On Demand[7]umożliwia dodatkowo korzystanie z funkcji, jakie oferuje DVD: przewijanie, cofanie, pauza. HBO On Demand jest dostępne dla wszystkich abonentów z wykupionym pakietem HBO.
- Viasat World;
- Domo+, Kuchnia+, Ale kino+, TeleToon+, Mini Mini+, Planete+ – 6 własnych kiosków wymienionych stacji telewizyjnych.
- Darmowe VOD - własna biblioteka materiałów wideo, dostępna dla abonentów za darmo.
- CANAL+ na życzenie - bezpłatny serwis dla Abonentów CANAL+. Od tej chwili twoje ulubione programy czekają na Ciebie! Przegapiłeś premierę albo odcinek ulubionego serialu? Nic straconego! Dzięki CANAL+ na życzenie w każdej chwili możesz skorzystać z bezpłatnej biblioteki najlepszych programów CANAL+.
- Karaoke – polska muzyka biesiadna, kolędy i znane przeboje w wersji karaoke. Teraz możesz śpiewać do podkładu muzycznego z wyświetlanym tekstem piosenki na ekranie Twojego telewizora. Świetna zabawa na imprezy z rodziną czy znajomymi.
- JAMBOX online - możliwość oglądania wybranych kanałów z oferty telewizji na urządzeniach typu: komputer stacjonarny, laptop, tablet, smartfon. JAMBOX online to coś w rodzaju cyfrowego multiroomu, z tą różnicą, że dostępna jest na ekranach innych niż ekran telewizora.